# Ведьма из Блэр 2: Книга теней
«Ведьма из Блэр 2: Книга теней» (англ. Book of Shadows: Blair Witch 2) — американский художественный фильм, вышедший на экраны в 2000 году. Является продолжением фильма «Ведьма из Блэр: Курсовая с того света».

## Сюжет
Джефри, предприимчивый житель тех мест, где происходило действие первого фильма про ведьму (небольшой городок в штате Мэриленд), решает подзаработать. Он устраивает туристические экскурсии по «местам ведьмы». Через интернет Джефри находит желающих поучаствовать в подобном туре и собирает группу из четырёх человек. В неё входят: исследователи легенды о ведьме из этого леса Стивен и Тристайн, Эрика, сама мечтающая стать ведьмой, и девушка Ким — гот, называющая себя экстрасенсом.
Туристическая группа останавливается на ночлег около развалин того самого дома, где были найдены плёнки, послужившие основой для фильма «Ведьма из Блэр: Курсовая с того света». Проснувшись утром, ребята обнаруживают свои вещи разбросанными по земле, разбитые камеры. Никто из них не может вспомнить ничего из того, что произошло прошлой ночью. Отыскав уцелевшие плёнки, друзья срочно едут в больницу, так как у беременной Тристайн случается выкидыш. Чтобы оправиться от шока, они едут домой к Джефри. Там в их памяти постепенно начинают всплывать ужасающие подробности ночи, проведённой в лесу… Друзьям начинают чудиться разные, ужасные вещи: к примеру, Ким видит поджаренного на электрическом стуле Джефри, а потом и мёртвых детей из деревни Блэр. Ребята просматривают плёнки с камер и обнаруживают на них обнажённую Эрику, которая танцует возле дерева. Джефри подозревает, что она с её ведьминскими обрядами и разбила все камеры. Потом Эрика исчезает, а остальные узнают, что в ночь, когда они были в лесу, там погибли туристы, с которыми, кстати, ребята сталкивались у развалин дома. Ким идет за пивом в магазин, где у неё случается конфликт с кассиршей. Ребята прокручивают плёнку назад и видят, что это именно они и разбили все камеры. Эрику они находят в шкафу мёртвой и понимают, что в Тристайн вселился дух ведьмы. Стивен собственными руками убивает её. Джефри и Ким всё записывают на камеру, чтобы запечатлеть то, как Тристайн просит, чтобы её убили и рассказывает о том, как её мучали дети из деревни Блэр, которых она впоследствии и убила. Друзья уже практически сходят с ума, когда их арестовывают. На камерах, записи абсолютно изменились — на них видно, что и туристов, и Эрику, и кассиршу, и Тристайн, которая почему-то вела себя на плёнке совершенно нормально и просила не трогать её, убили ребята. Ким, Джефри и Стивена обвиняют во всех этих убийствах и отдают под суд.

## В ролях
| Актёр                | Роль     |
| -------------------- | -------- |
| Ким Дайректор        | Ким      |
| Джефри Донован       | Джефри   |
| Эрика Лирсен         | Эрика    |
| Тристайн Скайлер     | Тристайн |
| Стивен Баркер Тернер | Стивен   |

## Производство
Большая часть фильма была снята весной за 44 дня. Съёмки проходили в Балтиморе, штат Мэриленд. Экспозиционные сцены с персонажами в походе были сняты в парке Гвинс Фолз Ликин Парк, а каменные руины дома Растина Парра были построены из пенополистирола. Сцена с участием Тристен в больнице была снята в заброшенном санатории в Балтиморе. Лофт-дом Джеффа в фильме на самом деле является Clipper Mill, расположенным на окраине Балтимора. Документальные кадры, открывающие фильм, включают интервью с реальными жителями Беркиттсвилля, штат Мэриленд.

## Релиз
После оглушительного успеха фильма «Ведьма из Блэр: Курсовая с того света», было решено незамедлительно начать работу над продолжением. Однако новый фильм про ведьму из леса оказался мало похож на своего предшественника. Он был снят в традиционной манере американских ужасов и триллера, а приёмы псевдодокументалистики, в стиле которой был полностью выполнен первый фильм про ведьму, составляют в «Книге теней» лишь малую часть. Затраты на создание и рекламную кампанию фильма составили около $ 40 млн, общие кассовые сборы — $ 47 млн.

## Критика
Фильм получил, в основном, негативные отзывы: его рейтинг на сайте Rotten Tomatoes составляет всего лишь 14 % одобрения. Сайт Metacritic дает ему рейтинг в 15 из 100.
Негативный обзор, опубликованный в The Guardian, гласит: «Всё, что сделало проект «Ведьма из Блэр» маленьким инди-шедевром, было сфальсифицировано и выброшено в мусор этим невероятно плохим продолжением». Роджер Эберт, который дал первому фильму 4 звезды из 4, поставил «Книге теней» 2 звезды, назвав ее «беспорядочной, иногда атмосферной работой». Оуэн Глейберман из Entertainment Weekly присудил фильму оценку «C-», назвав его «плоским триллером», добавив, что фильм «сделан лучше, чем оригинал, и нем есть тонкость и остроумие, которых не хватало оригинальному фильму».
Веб-обозреватель Берге Гарабедян из JoBlo.com дал положительную оценку, назвав фильм «приличной психологической загадкой, наполненной паранойей и бредом, которая путает вашу голову и требует, чтобы вы продолжали думать о ней даже после того, как вы ушли из кинотеатра».